# Homero Sartori
Homero Sartori Mendes (Jales, Brasil; 28 de mayo de 1983) es un futbolista brasileño nacionalizado argentino. Juega como lateral por derecha, aunque también puede desempeñarse como marcador central, y su primer equipo fue Almagro. Actualmente milita en Sarmiento de Humboldt de la Liga Esperancina de Fútbol.

## Trayectoria
Habiendo hecho buena parte de las divisiones inferiores en el São Paulo, un día decidió cambiar la samba, el pagode y la bossa nova de los vestuarios paulistas por la cumbia Argentina y se vino a nuestro país.
Polirrubro de toda la cancha (puede jugar tanto de defensor central, marcador central, carrilero derecho, volante central o por los costados aunque siempre en función defensiva) recaló en Almagro e hizo su estreno en la B Nacional en el 2001.
En la temporada 2003/2004 aportó su pequeño granito de arena y contribuyó al ascenso del equipo de José Ingenieros. Este hecho le permitió jugar en la Primera División al lado de Joaquín Irigoytía, Joel Barbosa, César González, Emanuel Culio, Osvaldo Noé Miranda y Fernando Pierucci, entre otros.
Le tocó un debut jodido, ante River en el Clausura 2005 en un partido que terminó 5 a 2 a favor del Millonario, siendo lo mejor de una defensa muy floja. En la categoría grande disputó otros 5 encuentros y poco pudo hacer para evitar el descenso.
Continuó su carrera en Unión de Santa Fe (2005/2006) alternando más malas que buenas. Allí jugo con Mauro Laspada, Paulo Rosales y Daniel Bazán Vera. Luego pasó por La CAI de Comodoro Rivadavia, Almirante Brown de Isidro Casanovas, Comunicaciones, Deportivo Moron, River de Puerto Rico, Deportivo Español, Sportivo Las Parejas y El Expreso de El Trébol. En agosto llega a San Martín de Progreso de la mano del técnico Ariel Catinot para jugar en Liga Esperancina de Fútbol.

## Clubes
| Club                         | País        | Año       |
| ---------------------------- | ----------- | --------- |
| Almagro                      | Argentina   | 2001-2005 |
| Unión de Santa Fe            | Argentina   | 2005-2006 |
| C.A.I. de Comodoro Rivadavia | Argentina   | 2006      |
| Comunicaciones               | Argentina   | 2007-2008 |
| Deportivo Morón              | Argentina   | 2008-2009 |
| Almirante Brown              | Argentina   | 2009-2010 |
| River Plate                  | Puerto Rico | 2010      |
| Deportivo Español            | Argentina   | 2011      |
| Comunicaciones               | Argentina   | 2011-2012 |
| Sportivo Las Parejas         | Argentina   | 2012-2013 |
| El Expreso de El Trébol      | Argentina   | 2014-2015 |
| San Martín de Progreso       | Argentina   | 2016-2018 |
| Unión Santo Domingo          | Argentina   | 2019      |
| Sarmiento de Humboldt        | Argentina   | 2020-?    |

## Palmarés

### Campeonatos nacionales
| Título                  | Club            | País      | Año  |
| ----------------------- | --------------- | --------- | ---- |
| Primera B Metropolitana | Almirante Brown | Argentina | 2010 |